# Rajgarh (Himachal Pradexe)
Rajgarh é uma cidade e uma nagar panchayat no distrito de Sirmaur, no estado indiano de Himachal Pradexe.

## Geografia
Rajgarh está localizada a 30° 51′ N, 77° 18′ L. Tem uma altitude média de 1555 metros (5101 pés).

## Demografia
Segundo o censo de 2001, Rajgarh tinha uma população de 2527 habitantes. Os indivíduos do sexo masculino constituem 56% da população e os do sexo feminino 44%. Rajgarh tem uma taxa de literacia de 79%, superior à média nacional de 59,5%: a literacia no sexo masculino é de 83% e no sexo feminino é de 73%. Em Rajgarh, 11% da população está abaixo dos 6 anos de idade.